# Mario Iceta

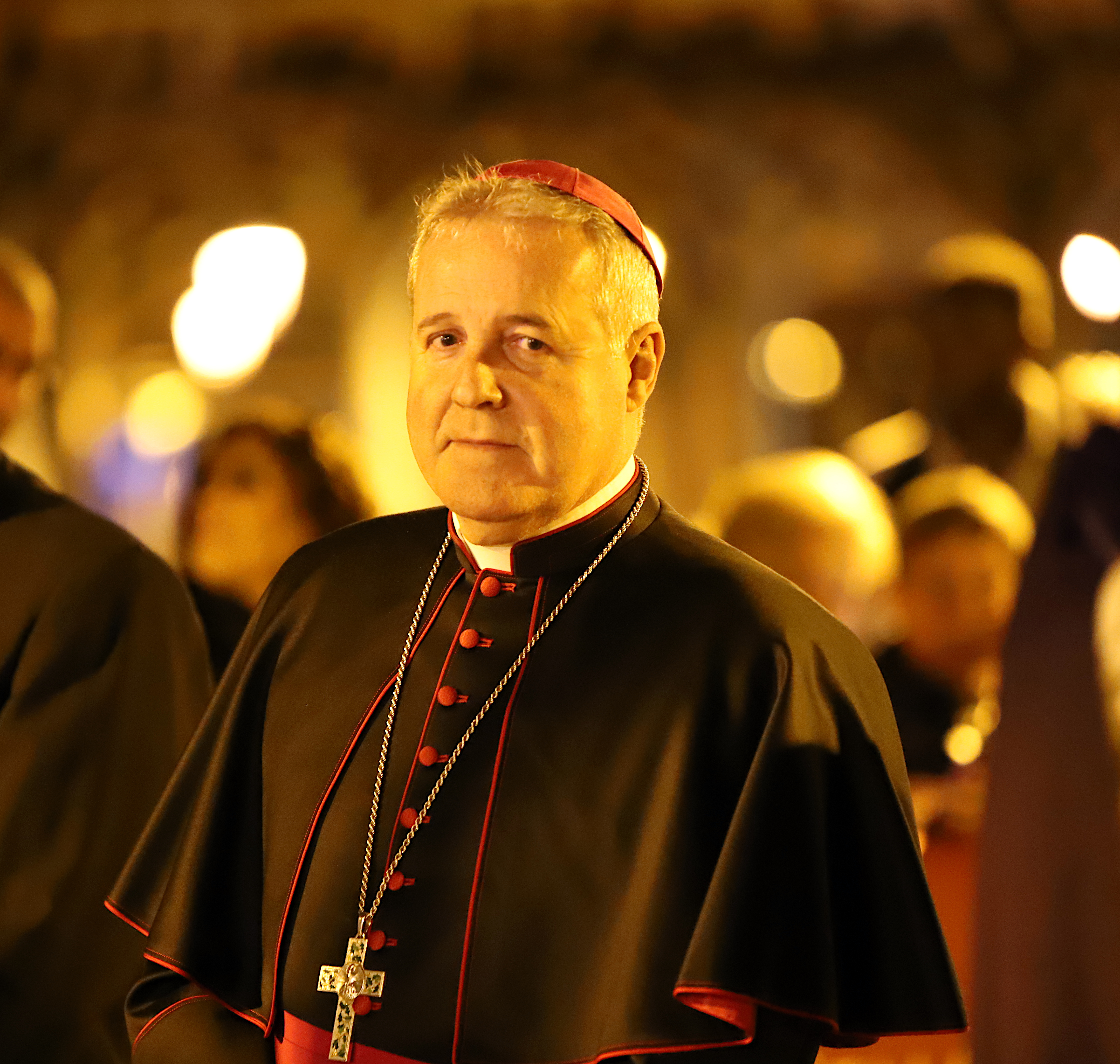
Mario Iceta (2023)

Wappen von Mario Iceta als Erzbischof von Burgos

Mario Iceta Gavicagogeascoa (* 21. März 1965 in Gernika, Spanien) ist ein spanischer Geistlicher und römisch-katholischer Erzbischof von Burgos.

## Leben
Mario Iceta studierte Theologie an der Universität Navarra und am Diözesanseminar von Córdoba. Er empfing die Priesterweihe am 16. Juli 1994 in der Kathedrale von Córdoba (Mezquita de Córdoba) durch Bischof José Antonio Infantes Florido für das Bistum Córdoba. Anschließend studierte er Medizin und Chirurgie an der Universität von Navarra und wurde 1995 mit einer Arbeit über Bioethik und Medizinethik zum Dr. med. promoviert. 2002 wurde er an dem Päpstlichen Instituts „Johannes Paul II. für Studien über Ehe und Familie“ an der Päpstlichen Lateranuniversität mit einer Arbeit über die Grundlagen der Moral zum Doktor der Theologie promoviert. In einem postgradualen Programm absolvierte er 2004 einen Master in Wirtschaftswissenschaften an der Fundación Universidad-Empresa und der Universidad Nacional de Educación a Distancia in Madrid.
Von 1994 bis 1997 war er Gymnasiallehrer für Religion sowie Professor für Theologie der Sakramente, Liturgie und liturgische Gesänge am Priesterseminar von Córdoba. Von 2004 bis 2006 war er außerordentlicher Professor für Moraltheologie und Bioethik an der Universität von Navarra sowie dort seit 2006 Professor für Moral und Fundamentalmoral der Individual- und Bioethik. Zudem lehrt er seit 2002 am Institut für Religionswissenschaft des Bistums Córdoba.
In der Diözese Córdoba war er in der Pfarrseelsorge, als Bischofsvikar und Gefängnisseelsorger tätig. Seit 2007 war er Generalvikar des Bistums Córdoba und Kaplan des Frauenordens Hermanitas de los Ancianos Desamparados sowie Finanzchef der Kathedrale von Córdoba.
Am 5. Februar 2008 ernannte ihn Papst Benedikt XVI. zum Titularbischof von Alava und zum Weihbischof im Bistum Bilbao. Die Bischofsweihe spendete ihm der Bischof von Bilbao, Ricardo Blázquez, am 12. April 2008. Mitkonsekratoren waren Carlos Kardinal Amigo Vallejo OFM, Erzbischof von Sevilla, und Erzbischof Manuel Monteiro de Castro, Apostolischer Nuntius in Spanien.
Am 24. August 2010 ernannte ihn Papst Benedikt XVI. zum Bischof von Bilbao. Die Amtseinführung fand am 11. Oktober desselben Jahres statt.
Papst Franziskus ernannte ihn am 6. Oktober 2020 zum Erzbischof von Burgos. Die Amtseinführung fand am 5. Dezember desselben Jahres statt. Am 1. Juni 2022 berief ihn Papst Franziskus zudem zum Mitglied der Kongregation für den Gottesdienst und die Sakramentenordnung.

## Wirken
Mario Iceta gilt als Spezialist für Themen der Bioethik. 1993 gründete er die Gesellschaft für Bioethik in Andalusien in Córdoba (Sociedad Andaluza de Investigación Bioética) sowie die Zeitschrift für Bioethik und Health Sciences. Er ist seit 1994 korrespondierendes Mitglied der Real Academia de Córdoba.

## Schriften
- La Moral Cristiana Habita En La Iglesia: Perspectiva Eclesiologica De La Moral En Santo Tomas De Aquino. Ediciones Universidad de Navarra, 2004, ISBN 978-84-313-2213-7.
- Ecclesia est domus oboedientiae. Pontificia Università lateranense, 2004.[4]
- Curso de Preparacion al Matrimonio. Ediciones Universidad de Navarra, 2005, ISBN 978-84-313-2269-4, zusammen mit Agusto Sarmiento.